# 15391 Steliomancinelli
15391 Steliomancinelli eller 1997 TS16 är en asteroid i huvudbältet som upptäcktes den 3 oktober 1997 av den italienska astronomen Antonio Vagnozzi vid Santa Lucia Stroncone-observatoriet. Den är uppkallad efter kemisten Stelio Mancinelli Degli Esposti.
Asteroiden har en diameter på ungefär 3 kilometer.